# Shobhaa De
Shobha Rajadhyaksha, más conocida como Shobhaa De (Satara, 7 de enero de 1948), es una escritora y columnista india. Es reconocida por su descripción del sexo y la sociedad en sus obras, por lo que se le conoce como la "Jackie Collins de India".

## Carrera
Después de hacer su nombre como modelo, comenzó una carrera en el periodismo en 1970, durante la cual fundó y editó tres revistas: Stardust, Society y Celebrity. La revista Stardust, publicada por Magna Publishing Co. Ltd., con sede en Bombay, fue iniciada por Nari Hira en 1971 y se hizo popular bajo la dirección editorial de Shobhaa De. En la década de 1980 contribuyó a la sección de la revista dominical de The Times of India. En sus columnas, solía explorar la vida social en el estilo de vida de las celebridades de Bombay. En la actualidad, es escritora y columnista independiente para varios periódicos y revistas.
De ha participado en varios festivales literarios, incluido el Festival de Escritores en Melbourne. Es una participante habitual del Festival de Literatura de Bangalore, ya que formó parte de él desde su primera edición y es embajadora de la marca del Festival de Literatura Dehradun.